# Caradrina himaleyica
Caradrina himaleyica är en fjärilsart som beskrevs av Vincenz Kollar 1844. Caradrina himaleyica ingår i släktet Caradrina och familjen nattflyn, Noctuidae. Inga underarter finns listade i Catalogue of Life.